# Saint-Médard (Alta Garonna)
Saint-Médard è un comune francese di 212 abitanti situato nel dipartimento dell'Alta Garonna nella regione dell'Occitania.

## Società

### Evoluzione demografica
Abitanti censiti